# Mean Streets (Computerspiel)
Mean Streets ist ein Grafikadventure, entwickelt und veröffentlicht von Access Software 1989 für MS-DOS und Commodore 64. Ein Jahr später folgten ausschließlich auf dem europäischen Markt Portierungen für den Atari ST und Amiga. Es ist der erste Titel der Tex-Murphy-Reihe und spielt in einer dystopischen Cyberpunk-/Neo-Noir-Welt. 1991 erschien der Nachfolger Martian Memorandum, 1998 veröffentlichte Access Software ein Remake mit dem Titel Tex Murphy: Overseer.

## Handlung
Der Spieler übernimmt die Rolle von Tex Murphy, eines heruntergekommenen Privatdetektivs im post-apokalyptischen San Francisco des Jahres 2037. Tex wird von einer schönen jungen Frau namens Sylvia Linsky angeheuert, um den Tod ihres Vaters Dr. Carl Linsky, einem Professor an der University of San Francisco, zu untersuchen. Noch vor seinem Tod weigerte sich Linsky, mit seiner Tochter über das Geheimprojekt zu sprechen, an dem er gerade arbeitete. Wenige Tage später wurde gesehen, wie er von der Golden Gate Bridge stürzte. Sylvia vermutet dahinter einen Mord, doch die Polizei bezeichnet das Ganze als einen gewöhnlichen Selbstmord. Tex erhält 10.000 Dollar und einige Hinweise, um mit den Ermittlungen zu beginnen. Tex findet heraus, dass Linsky für Gideon Enterprise arbeitete, einer Firma für elektronische Überwachung, und bereits mehrere Wissenschaftler ebenfalls ums Leben kamen, die mit Dr. Linsky zusammengearbeitet haben. Allerdings bleibt für Tex zunächst unklar, ob es einen Mordauftrag gab oder ob es Linskys Tochter ausschließlich um die stattliche Lebensversicherung geht, die ihr Vater kurz vor seinem Tod abgeschlossen hatte.

## Spielprinzip
Das Spiel beginnt in Tex’ Flugauto, das der Spieler selbst und frei steuern kann. Die Steuerungsmöglichkeiten umfassen vorwärts/rückwärts, aufsteigen/absinken und der Wechsel zwischen verschiedenen Kameraperspektiven. Im Fluggleiter hat der Spieler zudem Zugriff auf ein Computersystem. Der Spieler kann aus dem Gleiter heraus seine Sekretärin und Informanten rekrutieren oder Faxe mit Informationen empfangen.
Der größte Teil des Spiels besteht aus der Befragung anderer Personen. Die Befragungen ergeben oftmals neue Informationen, die die Handlung immer weiter vertiefen. Der Spieler hat dabei auch die Möglichkeit, den Befragten Geld anzubieten oder ihnen zu drohen, wenn sie unkooperativ sind. In einigen Fällen erhält der Spieler die Adressen anderer Personen. Diese Adressen bestehen aus einem vierstelligen Code, den der Spieler in den Computer seines Fluggleiters eingeben muss. Ist der Code eingegeben, wird das Flugziel mit einem leuchtenden Quadrat markiert und kann vom Spieler angesteuert werden. Tex bereist im Laufe des Spiels verschiedene Orte entlang der Küste von Kalifornien.
Neben den Befragungen durchsucht der Spieler Wohnungen und Labore, um weitere Hinweise zu finden. Dazu gehört u. a. das Deaktivieren von Alarmanlagen und das Durchsuchen von Computern. Das Hauptziel des Spiels ist es, acht Zugangskarten mitsamt Passwort zu finden und diese zu nutzen, um das Projekt zu stoppen, an dem Carl Linsky zuletzt arbeitete.

## Entwicklung
Nach der Veröffentlichung des 3D-Flugsimulators Echelon, wollte Access ein weiteres 3D-Flugspiel entwickeln. Um es interessanter zu gestalten und der Konkurrenz durch größere Konkurrenten wie den Microsoft Flight Simulator auszuweichen, entschlossen sich die Entwickler, eine Handlung hinzuzufügen. Diese Handlung sollte auf der Geschichte eines selbstgemachten Videos namens Plan 10 from Outer Space basieren, das die Entwickler in ihrer Freizeit über einen Film-Noir-Detektiv gedreht hatten, um sich von der Arbeit zu regenerieren. Der Detektiv trug den Namen Tex Mutant und seine Gestaltung war unter anderem beeinflusst von Philip Marlowe und Roy Rogers. Der Filmdreh wurde von zahlreichen Pannen begleitet und das Ergebnis des Drehs erwies sich als äußerst schlecht, doch einige Elemente schienen den Entwicklern gute Ansätze für ein Computerspiel zu sein. Aus diesem Konzept entwickelten daraufhin Chris Jones und Doug Vandergrift die Figur des Privatdetektivs Tex Murphy. Jones verkörperte auch die Rolle des Tex Murphy für die Gestaltung der Verpackung und als Vorlage für das digitale Abbild des Detektivs, ab dem dritten Serienteil schließlich als Schauspieler für die Videosequenzen. Im Verlauf der Entwicklung von Mean Streets drängten die Adventure-Elemente die Simulationsaspekte immer stärker in den Hintergrund.
Mean Streets ist eines der ersten DOS-Spiele mit VGA-Grafik in 256 Farben, zu einem Zeitpunkt, als VGA-Karten noch nicht weit verbreitet waren. Es war eines der ersten Spiele mit der von Toningenieur Steve Witzel entwickelten und von Access Softwares patentierten RealSound-Technik für DOS-Spiele. Diese Technik nutzt die Systemlautsprecher, um digitalisierten Sound (Sprache, Musik, Soundeffekte) ohne die Nutzung zusätzlicher Hardware zu erzeugen. Durch das Aufkommen der Soundkarte wurde diese Technik jedoch allmählich überflüssig.

## Rezeption
Computer Gaming World lobte die „belebende“ (exhilarating) Interaktivität des Spiels: “Mean Streets offers a fully realized environment […] this license, this freedom, is refreshingly adult” (deutsch: „Mean Streets bietet eine vollständig realisierte Umgebung […] diese Lizenz, diese Freiheit, ist erfrischend erwachsen“). Tester Ardai lobte die exzellente Grafik und die „authentisch hartgesottene Haltung und Stimme“. Dennoch verhinderten das „mechanische“ Spielprinzip wie das repetitive Durchsuchen der Räume und die Befragungen eine Bewertung als großartiges Spiel.
1996 listete das Magazin das Spiel auf Platz 139 der besten Spiele aller Zeiten, da es „einen neuen Standard für 286er-Spiele setzte und ein Tribut an Raymond Chandlers Kriminalromane darstellt“.
Da Mean Streets erfolgreicher war und erfolgversprechender schien als andere Access-Produkte, etwa das 1990 erschienene Countdown, entschlossen sich die Entwickler für die Weiterentwicklung der Reihe.

## Remake
Mit dem dritten Teil der Serie, Under a Killing Moon, wurde die Präsentation und das Spielprinzip stark verändert, hin zum interaktiven Film. 1998 veröffentlichte Access daher Tex Murphy: Overseer als eine Neuerzählung der Handlung von Mean Streets und im Stil der neueren Spiele. Es verwendet eine Rahmenerzählung, die die Ereignisse in Form einer Reihe von Rückblenden nacherzählt.